# 에스트레라스 오리엔타레스
에스트레라스 오리엔타레스(Estrellas Orientales)는 도미니카 공화국 산프란시스코데마코리스에 위치한 프로 야구팀이다. 도미니카 윈터 베이스볼 리그 소속이며, 에스타디오 테테로 바르가스 야구장을 홈구장으로 사용하고 있다. 리그 우승 2회 기록을 가지고 있다.